# 클레망 튀르팽
클레망 튀르팽(프랑스어: Clément Turpin, 1982년 5월 16일 ~ )는 프랑스의 축구 심판이다.